# 繁尾久
繁尾 久（しげお ひさし、1925年10月26日 - 1993年10月17日）は、日本のアメリカ文学者、翻訳家。明治学院大学名誉教授。
J・D・サリンジャー、ソール・ベローなどを研究・翻訳。イギリス文学作品も翻訳した。

## 略歴
1925年、東京・渋谷生まれ。慶應義塾大学を卒業。明治学院大学教授を務めた。

## 共編著
- 『サリンジャーの文学』（武田勝彦共著、文建書房） 1970年
- 『J.D.サリンジャー文学の研究』（佐藤アヤ子共編、東京白川書院） 1983年

## 翻訳
- 『神声人語 各国語になった聖書の信仰』（E・A・ナイダー、郡司利男共訳、教文館） 1957年
- 『小説としての「怒りのぶどう」』（ピーター・リスカ、篠崎書林） 1958年
- 『イギリス文学史』（J.B.ウイルソン、福田陸太郎共訳、ダヴィッド社） 1959年、のち新版 1979年ほか
- 『J.D.サリンジャー作品集』（武田勝彦共訳、文建書房） 1964年 -「ナイン・ストーリーズ」を収録。のち新版（グーテンベルク21（電子出版）） 2022年
  - 別版『サリンジャー選集4 九つの物語 ほか』（荒地出版社） 1968年、のち新版。他は「大工達よ、屋根の梁を高く上げよ」滝沢寿三訳
- 『子鹿物語』（ローリングス、旺文社文庫） 1968年、のち講談社文庫 1983年
- 『魔法のたる』（バーナード・マラマッド、角川文庫） 1970年
- 『はつかねずみと人間たち』（ジョン・スタインベック、旺文社文庫） 1970年
- 『アシスタント』（バーナード・マラマッド、角川文庫） 1971年
- 『怪談』（ラフカディオ・ハーン、旺文社文庫） 1972年、のち新版 1997年、のち集英社文庫 1992年
- 『この日をつかめ』（ソール・ベロー、角川文庫） 1972年
- 『宙ぶらりんの男』（ソール・ベロー、角川文庫） 1972年
- 『ソール・ベロー短編集』（ソール・ベロー、角川文庫） 1974年
- 『赤い武功章』（スティーヴン・クレイン、旺文社文庫） 1977年
- 『一九二四年、ハプワースの16日目』（サリンジャー、大塚アヤ子共訳、武田勝彦解説、東京白川書院、サリンジャー作品集6） 1981年
- 『カンタベリ物語選』（G・チョーサー、編訳、荒地出版社） 1985年
- 『黒猫 / 黄金虫』（エドガー=アラン=ポー、松村達雄共訳、講談社、少年少女世界文学館） 1988年